# Paquirea lanceolata
Paquirea lanceolata (H.Beltrán & Ferreyra) Panero & S.E.Freire è una specie di piante angiosperme dicotiledoni della famiglia delle Asteraceae. È l'unica specie del genere Paquirea Panero & S.E.Freire, 2013.

## Etimologia
L'epiteto generico è un anagramma di Arequipa, un dipartimento nel sud del Perù dove si trova la pianta. Lanceolata fa riferimento alla forma delle foglie.

## Descrizione
Questa specie ha un habitus perenne arbustivo ramificato con steli glabri (altezza massima 1,8 metri). In queste piante sono presenti delle cavità secretorie.
Le foglie lungo il caule sono disposte in modo alternato e allargato. Le foglie dei rami inferiori sono decidue, sessili o subsessili La lamina è intera con forme lanceolate, la base è attenuata e gli apici sono acuti; i margini sono dentati. La superficie è venata in modo pennato. La consistenza è coriacea. Dimensione delle foglie: 4-6 x 0,6-1,3 cm.
Le infiorescenze sono composte da capolini terminali solitari e brevemente peduncolati. I capolini di tipo discoide ed omogami sono formati da un involucro a forma campanulata composto da brattee (o squame) all'interno delle quali un ricettacolo fa da base ai fiori. Le brattee, simili a foglie, disposte su 4 - 5 serie in modo embricato hanno la forma lineare-oblunga con apici acuti e si distinguono in interne (più grandi) ed in esterne (più piccole). Il ricettacolo a forma piatta è nudo (senza pagliette). Dimensione degli involucri: 1,5-2,5 x 2-2,7 cm. Dimensione delle brattee: interne 19 x 12 mm; esterne 7 x 3 mm.
I fiori sono tetraciclici (a cinque verticilli: calice – corolla – androceo – gineceo) e in genere pentameri (ogni verticillo ha 5 elementi). I fiori (circa 50) sono omomorfi (a forme tutte uguali), ermafroditi e fertili.
- Formula fiorale:

*/x K {\displaystyle \infty }, [C (5), A (5)], G 2 (infero), achenio
- Calice: i sepali del calice sono ridotti ad una coroncina di squame.
- Corolla: il colore delle corolle è crema. Le corolle tutte tubulose (actinomorfi) sono profondamente penta-lobate con lobi arrotolati e leggermente papillosi all'apice. Lunghezza delle corolle: 22 – 23 mm. Lunghezza dei lobi: 7 – 8 mm.
- Androceo: l'androceo è formato da 5 stami con filamenti liberi e antere saldate in un manicotto circondante lo stilo.[11] Le antere in genere hanno una forma sagittata con appendici apicali ottuse. Le teche sono calcarate (provviste di speroni) e provviste di code. Il polline normalmente è tricolporato (prolato) a forma sferica (l'esina può essere microechinata).
- Gineceo: il gineceo ha un ovario uniloculare infero formato da due carpelli.[11] Lo stilo è unico e con due stigmi. Gli apici degli stigmi sono arrotondati e sono ricoperti da piccole papille (sulla parte abassiale). L'ovulo è unico e anatropo.

I frutti sono degli acheni con pappo. La forma degli acheni è cilindrica (raramente è compressa); le pareti possono essere costate e sono glabre. Il carpoforo (o carpopodium) è uno stretto anello o corto cilindro oppure è assente. Il pappo (raramente è assente) è formato da setole disposte su 3 serie, sono barbate o piumose del tutto o a volte sono subpiumose solo apicalmente, ed è direttamente inserito nel pericarpo o connato in un anello parenchimatico posto sulla parte apicale dell'achenio. Lunghezza dell'achenio: 6 – 8 mm. Lunghezza delle setole: 12  – 17 mm.

## Biologia
- Impollinazione: l'impollinazione avviene tramite insetti (impollinazione entomogama tramite farfalle diurne e notturne).
- Riproduzione: la fecondazione avviene fondamentalmente tramite l'impollinazione dei fiori (vedi sopra).
- Dispersione: i semi (gli acheni) cadendo a terra sono successivamente dispersi soprattutto da insetti tipo formiche (disseminazione mirmecoria). In questo tipo di piante avviene anche un altro tipo di dispersione: zoocoria. Infatti gli uncini delle brattee dell'involucro si agganciano ai peli degli animali di passaggio disperdendo così anche su lunghe distanze i semi della pianta.

## Distribuzione e habitat
La specie di questa voce si trova in Perù sui pendii sabbiosi ad altitudini comprese tra 3.600 - 3.700 metri sul livello del mare.

## Tassonomia
La famiglia di appartenenza di questa voce (Asteraceae o Compositae, nomen conservandum) probabilmente originaria del Sud America, è la più numerosa del mondo vegetale, comprende oltre 23.000 specie distribuite su 1.535 generi, oppure 22.750 specie e 1.530 generi secondo altre fonti (una delle checklist più aggiornata elenca fino a 1.679 generi). La famiglia attualmente (2021) è divisa in 16 sottofamiglie.

### Filogenesi
La sottofamiglia Mutisioideae, nell'ambito delle Asteraceae occupa una posizione "basale" (si è evoluta precocemente rispetto al resto della famiglia) ed è molto vicina alla sottofamiglia Stifftioideae. La tribù Onoserideae nell'ambito della sottofamiglia occupa una posizione "basale" (è il primo gruppo ad essersi diviso).
Il genere Paquirea descritto da questa voce appartiene alla tribù Onoserideae. I caratteri distintivi per le specie di questo genere sono:
- le foglie sono disposte in modo alternato;
- i capolini sono solitari e discoidi;
- i fiori sono isomorfi con corolle actinomorfe;
- le appendici apicali delle antere sono ottuse;
- i bracci dello stilo sono papillosi.